# Jarra West
Il distretto di Jarra West è un distretto del Gambia nella Divisione del Lower River con 24.416 abitanti al censimento del 2003.

## Società

### Evoluzione demografica
In base ai dati del censimento 1993 la popolazione del distretto era così suddivisa dal punto di vista etnico:
| Etnia       | Abitanti | %     |
| ----------- | -------- | ----- |
| Mandingo    | 12.249   | 71,44 |
| Fulani      | 3.275    | 19,10 |
| Wolof       | 613      | 3,58  |
| Jola        | 301      | 1,76  |
| Serahule    | 268      | 1,56  |
| Altre etnie | 439      | 2,56  |